# モフン・バガン・スーパー・ジャイアント
モフン・バガン・スーパー・ジャイアント（Mohun Bagan Super Giant）は、インド・西ベンガル州・コルカタをホームタウンとするサッカークラブチーム。1889年に創立された。同じ地域にあるイースト・ベンガルとはライバル関係にある。両チームが対戦するコルカタダービーは85,000人を収容するソルトレイク・スタジアムを埋め尽くすほどの観客が入り、アジアで最も盛り上がるダービーとして知られている。

## 歴史
2016年
AFCチャンピオンズリーグの本戦をかけて予選1回戦からモフン・バガンACは出場した。1月27日、AFCチャンピオンズリーグ2016の予選1回戦ホームでシンガポールのタンピネス・ローバースと戦い3-1で勝利した。2月2日、AFCチャンピオンズリーグ2016の予選2回戦アウェイで中国の山東魯能と戦い0-6で敗れた。本戦出場を逃してしまった。

## タイトル

### 国内タイトル
- Iリーグ

優勝1回 : 2014–15
- インド・ナショナルフットボールリーグ

優勝3回 : 1997–98, 1999–2000, 2001–02
- フェデレーションカップ

優勝14回 : 1978, 1980, 1981, 1982, 1986, 1987, 1992, 1993, 1994, 1998, 2001, 2006, 2008, 2015-16
- IFAシールド

優勝20回 : 1911, 1947, 1948, 1952, 1960, 1961, 1962, 1967, 1969, 1976, 1977, 1978, 1979, 1981, 1982, 1987, 1989, 1998, 1999, 2003
- デュラン・カップ

優勝16回 : 1953, 1959, 1960, 1963, 1964, 1965, 1974, 1977, 1979, 1980, 1982, 1984, 1985, 1986, 1994, 2000

## 歴代所属選手
- バイチュン・ブティア 2002-2003, 2006-2009
- スニル・チェトリ 2002-2005
- 末岡龍二 2009-2010
- 遊佐克美 2013-2017